# Die Räuberbraut
Die Räuberbraut (Rövarbruden), Op. 156, är en opera i tre akter med musik av Ferdinand Ries och libretto av Johann Joseph Reiff från 1828. Operan blev en omedelbar framång och var samtidigt Ries debut som operakompositör. Verket hade premiär 15 oktober 1828 i Frankfurt am Main och spelades även i Amsterdam, Paris och London.

## Historia
Ries skrev till sin bror Joseph att hans "operalibretto redan är på gång". Författaren till librettot hette Johann Joseph Reiff. Ries var besviken på librettot då han inte tyckte att det var så briljant som han hade hoppats. Ries sa att fann "många ting i det som var ljuvliga", men insisterade på att "viktiga förändringar måste göras på det hela."
I mars 1827 meddelade han vännen Franz Wegeler att han hade färdigställt flera nummer: "Min hustru, som föredrar Mozarts och Beethovens operor framför alla andras, hävdar att hon är fullt nöjd med den."
Under tiden som Ries arbetade på Die Räuberbraut fick han vetskap om Beethovens död. Ries tog dennes död ganska hårt och skrev till sin bror Joseph: "Jag kan inte säga dig hur mycket det smärtar mig" och "Jag skulle så gärna ha träffat honom igen."
Diskussioner om librettots utformning pågick fortlöpande. Ries tyckte det var för långt samt saknade variation och "goda teatrala effekter”, och bad Wegler om dramaturgisk assistans. Ries sa: "Verket måste explodera i slutet! Och jag hoppas att det kommer göra det så att du, min vän Reiff, och den stackars kompositören kommer bli belönade." Ries bad andra kollegor att granska operan. "Jag hoppas att det gamla ordspråket inte kommer besannas i mitt fall: ingen ko på isen." Musiken till Die Räuberbraut togs emot väl av hans vänner, men kritiken av librettot fortstte. Ries fick hjälp av en musiker från Frankfurt, George Doring, som genast omarbetade texten, vilket upprörde originallibrettisten Reiff. Hela operan verkade dödsdömd, men Ries vägrade att ge upp. Han sa: "Frånsett Spohr så har vi inga tyska operakompositörer av betydelse, så verket kan vara viktigt för min framtid." Doring rekommenderade Ries att publicera det nya librettot utan att nämna några namn. Så skedde, även om Ries senare publicerade sin originaltext separat. Vid det laget var musiken till största delen klar och fick arbetas om totalt för att passa Dorings libretto. Ries spred Dorings libretto och  meddelade stolt att till och med den berömde Louis Spohr och andra kollegor "sa att de fann det lovande."

## Uppförandehistorik
Trion och rövarkören orsakade en stor uppståndelse vid ett konsertant framförande i december 1828 medan Ries fortfarande arbetade på finalen. Den slutliga premiären var fastställd till början av 1829 men fick skjutas upp på grund av gräl om rollbesättningen och gaget till den kvinnliga huvudrollsinnehavaren. Repetitionerna fick avbrytas och Ries konstaterade uppgivet: "Det är ett enormt bakslag för mina planer."
Efter flera förseningar ägde premiären rum 15 oktober och togs emot väl. Ries rapporterade till sin bror: "Operahuset var fyllt till bristningsgränsen och publiken applåderade enormt. Min hustru grät nästan hela kvällen och efter det har mitt hem varit fyllt av vänner."
Ännu på premiären letade Ries efter "effekter". Han strök nummer som verkade "tröttsamma" under repetitionstiden, och även hela kör- och musikscener. Han ägnade stor omsorg om den "älskvärda karaktären" rövarhövdingen Roberto, som "har erövrat alla flickors hjärtan." Han försäkrade sig också om att melodierna ("Alla här nynnar på dem") spreds i arrangemang.
Flera föreställningar hindrades av sjukdom och intriger. Ries pratade genast med andra operahus och fick vänta ett halvår innan operan kunde få en andra föreställning i Frankfurt. Nästa föreställning ägde rum föjande juli i London. Då var Ries namn ännu relativt känt. Flera andra tyska operahus, i bland annat Aachen och Leipzig, framförde också Die Räuberbraut, med stor framgång.
I februari 1830 dirigerade Ries verket i Köln. Ries skrev till sin bror: "I samma ögonblick som jag steg ut fick jag ett rungande mottagande från publiken och en fanfar från orkestern. Med dessa förutsättningar var det en extraordinär föreställning." 1831 framförde Ries operan för kungen av Preussen i Berlin. Tack vare det kunde Ries räkna med en ovanlig resurs: tragöden Wilhelmine Schröder-Devrient, den firade sångerskan i Fidelio och senare medverkande i tre av Richard Wagners premiärer.

## Personer
- Laura: Sopran – Doris Haus[2]
- Gianettina: Sopran
- Fernando: Tenor – Christian August Joachim Leißring[3]
- Greve Viterbo: Baryton – Josef Alois Dobler[4]
- Anselmo: Baryton
- Carlo: Basbaryton – Samuel Friedrich Hassel[5]
- Rövarhövdingen Roberto: Bas – Franz Hauser[1]
- Pietro: Tenor